# Самарийундекакадмий
Самарийундекакадмий — бинарное неорганическое соединение, интерметаллид
кадмия и самария
с формулой Cd11Sm,
кристаллы.

## Получение
- Сплавление стехиометрических количеств чистых веществ:

{\displaystyle {\mathsf {11Cd+Sm\ {\xrightarrow {440^{o}C}}\ Cd_{11}Sm}}}

## Физические свойства
Самарийундекакадмий образует кристаллы
кубической сингонии, пространственная группа P m3m, параметры ячейки a = 0,9288 нм, Z = 3,
структура типа ундекартутьбария Hg11Ba
.
Соединение образуется по перитектической реакции при температуре 440 °C
(430°С).